# Ivan Droppa
Ivan Droppa (* 1. únor 1972, Liptovský Mikuláš) je slovenský hokejový obránce momentálně hrající v MHk 32 Liptovský Mikuláš B.

## Klubový hokej
Ivan Droppa začínal s hokejem jako šestiletý, v klubu MHk 32 Liptovský Mikuláš. V československé lize debutoval v sezóně 1990/91 v mužstvu Košic. Byl draftován v roce 1990 klubem Chicago Blackhawks v 2. kole z 37. místa. Od sezóny 1992/93 působil pět let v zámoří, odehrál 19 zápasů za Chicago, především však v nižších ligách IHL a AHL.
Po návratu do Evropy hrával v české extralize, německé DEL a slovenské nejvyšší soutěži. V sezóně 2005/06 získal s MsHK Žilina mistrovský titul. Od ročníku 2006/07 byl hráčem HC Košice, kde odehrál dva roky. Ve druhém se klub probojoval do finále extraligy, kde podlehl Slovanu Bratislava. Před dalším ročníkem se stal hráčem Žiliny, v jeho závěru přestoupil do klubu Schwenninger Wild Wings z 2. německé ligy. Během příští sezóny hrál ve francouzském Ours de Villard-de-Lans a za MHK Dolný Kubín v 2. SHL. Pak dva roky nehrál, v ročníku 2012/13 nastoupil v 7 zápasech za B-mužstvo Liptovského Mikuláše (2. SHL).

## Klubové statistiky
| Sezona  | Klub                    | Soutěž | Základní část | Základní část | Základní část | Základní část | Základní část | Základní část | Play off | Play off | Play off | Play off | Play off | Play off |
| Sezona  | Klub                    | Soutěž | Z             | G             | A             | B             | TM            | + / -         | Z        | G        | A        | B        | TM       | + / -    |
| ------- | ----------------------- | ------ | ------------- | ------------- | ------------- | ------------- | ------------- | ------------- | -------- | -------- | -------- | -------- | -------- | -------- |
| 1990/91 | HC Košice               | CSHL   | 54            | 1             | 7             | 8             | 12            |               |          |          |          |          |          |          |
| 1991/92 | HC Košice               | CSHL   | 34            | 2             | 5             | 7             |               |               | 8        | 2        | 2        | 4        |          |          |
| 1992/93 | Indianapolis Ice        | IHL    | 77            | 14            | 29            | 43            | 92            |               |          |          |          |          |          |          |
| 1993/94 | Chicago Blackhawks      | NHL    | 12            | 0             | 1             | 1             | 12            |               |          |          |          |          |          |          |
|         | Indianapolis Ice        | IHL    | 55            | 9             | 10            | 17            | 71            |               |          |          |          |          |          |          |
| 1994/95 | Chicago Blackhawks      | NHL    | 7             | 0             | 0             | 0             | 2             |               |          |          |          |          |          |          |
| 1995/96 | Indianapolis Ice        | IHL    | 72            | 6             | 30            | 36            | 71            |               |          |          |          |          |          |          |
| 1996/97 | Indianapolis Ice        | IHL    | 26            | 1             | 13            | 14            | 44            |               |          |          |          |          |          |          |
|         | Carolina Monarchs       | AHL    | 47            | 4             | 22            | 26            | 48            | -12           |          |          |          |          |          |          |
| 1997/98 | HC Košice               | SE     | 24            | 4             | 14            | 18            | 14            |               | 11       | 2        | 4        | 6        | 29       |          |
| 1998/99 | Nürnberg Ice Tigers     | DEL    | 42            | 10            | 14            | 24            | 97            |               | 13       | 1        | 7        | 8        | 50       |          |
| 1999/00 | Kassel Huskies          | DEL    | 26            | 2             | 11            | 13            | 24            | +10           | 8        | 1        | 0        | 1        | 16       | +2       |
| 2000/01 | Düsseldorfer EG         | DEL    | 48            | 6             | 10            | 16            | 50            | -11           |          |          |          |          |          |          |
| 2001/02 | Düsseldorfer EG         | DEL    | 59            | 6             | 16            | 22            | 81            | -4            |          |          |          |          |          |          |
| 2002/03 | Nürnberg Ice Tigers     | DEL    | 46            | 2             | 8             | 10            | 56            | +3            | 5        | 0        | 3        | 3        | 2        | +1       |
| 2003/04 | HC Slavia Praha         | ČE     | 13            | 1             | 3             | 4             | 14            | +1            |          |          |          |          |          |          |
|         | HC Litvínov             | ČE     | 36            | 1             | 7             | 8             | 16            | -5            |          |          |          |          |          |          |
| 2004/05 | Liptovský Mikuláš       | SE     | 44            | 5             | 11            | 16            | 37            | -8            |          |          |          |          |          |          |
|         | MsHK Žilina             | SE     | 8             | 1             | 0             | 1             | 0             | +3            | 5        | 1        | 2        | 3        | 18       | -3       |
| 2005/06 | MsHK Žilina             | SE     | 54            | 3             | 13            | 16            | 70            | +13           | 17       | 1        | 5        | 6        | 24       | +2       |
| 2006/07 | HC Košice               | SE     | 50            | 9             | 16            | 25            | 82            | +16           | 11       | 1        | 5        | 6        | 20       | +6       |
| 2007/08 | HC Košice               | SE     | 49            | 9             | 16            | 25            | 101           | +17           | 19       | 2        | 2        | 4        | 18       | 0        |
| 2008/09 | MsHK Žilina             | SE     | 44            | 4             | 11            | 15            | 74            | -2            |          |          |          |          |          |          |
|         | Schwenninger Wild Wings | GER 2  | 9             | 1             | 3             | 4             | 8             |               | 1        | 0        | 1        | 1        | 6        |          |
| 2009/10 | Ours de Villard-de-Lans | FRA    | 7             | 0             | 0             | 0             | 8             |               |          |          |          |          |          |          |
|         | MHK Dolný Kubín         | 2. SHL | 4             | 1             | 1             | 2             | 0             | -7            |          |          |          |          |          |          |
| 2012/13 | Liptovský Mikuláš B     | 2. SHL | 7             | 0             | 0             | 0             | 8             |               |          |          |          |          |          |          |

## Reprezentace
V slovenské reprezentaci odehrál 69 zápasů, vstřelil 4 góly. Reprezentoval na SP 1996, ZOH 1998 a mistrovství světa v letech MS 1997, MS 1998, MS 1999, MS 2000 (stříbro) a MS 2001.
Statistiky reprezentace na Mistrovstvích světa a Olympijských hrách:
| Turnaj             | Místo konání                                   | Z  | G | A | B | Umístění         | Soupisky          |
| ------------------ | ---------------------------------------------- | -- | - | - | - | ---------------- | ----------------- |
| SP 1996            | Severní Amerika, Evropa                        | 3  | 0 | 1 | 1 | 7. místo         | Soupiska          |
| MS 1997            | Finsko (Helsinky, Turku, Tampere)              | 8  | 0 | 2 | 2 | 9. místo         | Soupiska MS 1997  |
| ZOH 1998           | Japonsko (Nagano)                              | 4  | 0 | 0 | 0 | 10. místo        | Soupiska ZOH 1998 |
| MS 1998            | Švýcarsko (Curych, Basilej)                    | 6  | 0 | 0 | 0 | 7. místo         | Soupiska MS 1998  |
| MS 1999            | Norsko (Hamar, Lillehammer, Oslo)              | 4  | 1 | 1 | 2 | 7. místo         | Soupiska MS 1999  |
| MS 2000            | Rusko(Petrohrad)                               | 9  | 0 | 1 | 1 | Stříbrná medaile | Soupiska MS 2000  |
| MS 2001            | Německo (Norimberk, Kolín nad Rýnem, Hannover) | 7  | 1 | 1 | 2 | 7. místo         | Soupiska MS 2001  |
| Celkem na MS (5x)  |                                                | 34 | 2 | 5 | 7 |                  |                   |
| Celkem na ZOH (1x) |                                                | 4  | 0 | 0 | 0 |                  |                   |

### Juniorská reprezentace
| Akci       |   |   |   |   |    |       |       |
| Akci       | Z | G | A | B | TM | + / - | Místo |
| ---------- | - | - | - | - | -- | ----- | ----- |
| ME 18 1990 | 6 | 4 | 2 | 6 | 2  |       | 3.    |
| MS 20 1991 | 5 | 0 | 1 | 1 | 4  |       | 3.    |
| MS 20 1992 | 6 | 0 | 3 | 3 | 6  |       | 5.    |